# Canna tuerckheimii
Canna tuerckheimii är en kannaväxtart som beskrevs av Friedrich Fritz Wilhelm Ludwig Kraenzlin. Canna tuerckheimii ingår i släktet kannor, och familjen kannaväxter. Inga underarter finns listade i Catalogue of Life.

## Bildgalleri

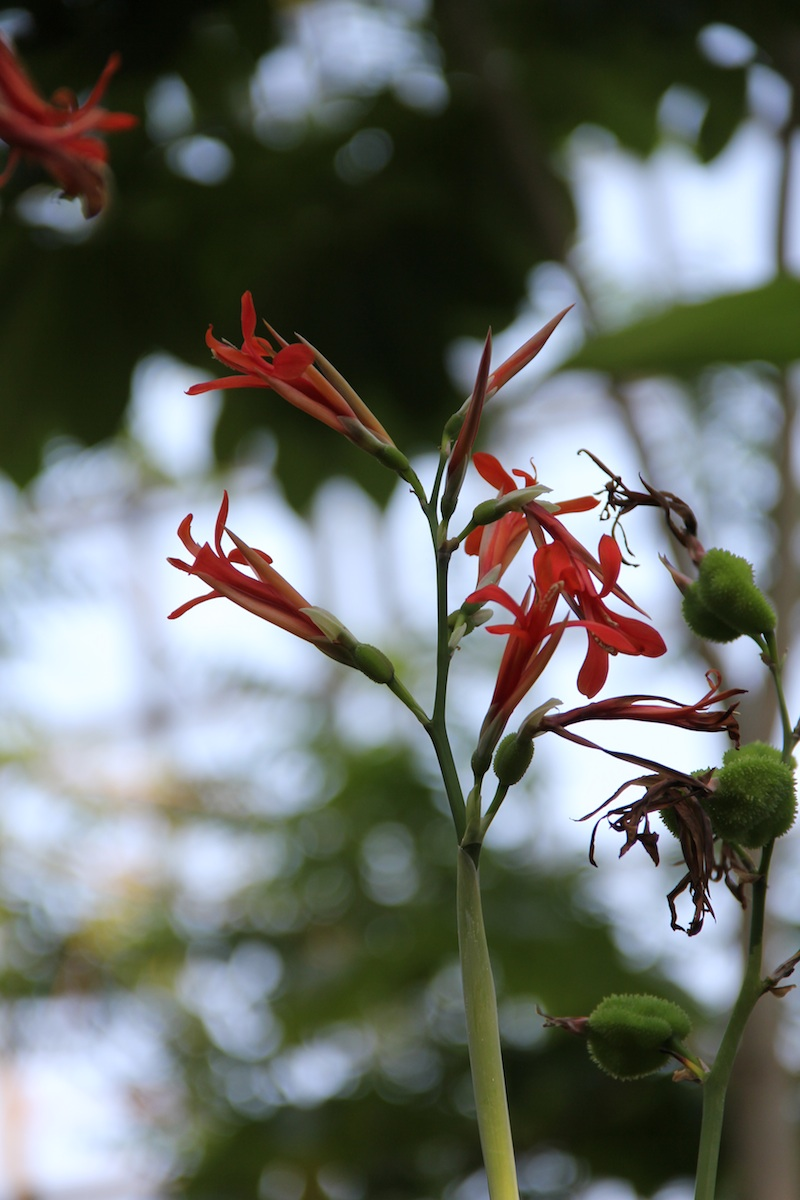